# Бандол (Травник)
Бандол је насељено место у Босни и Херцеговини у општини Травник. Административно припада Федерацији Босне и Херцеговине, односно њеном Средњобосанском кантону. Према попису становништва из 2013. у насељу је било 204 становника, а већинску популацију чинили су Бошњаци.

## Становништво
По последњем службеном попису становништва из 2013. године у овом насељу живело је 204 становника, а село је било етнички хомогено са већинском бошњачком популацијом.
| Националност | 2013. | 1991.        | 1981.        | 1971.        |
| Бошњаци      | —     | 219 (79,35%) | 252 (81,55%) | 253 (79,31%) |
| Хрвати       | —     | 56 (20,29%)  | 54 (17,48%)  | 65 (20,38%)  |
| Срби         | —     | (%)          | (%)          | 1 (0,31%)    |
| Југословени  | —     | 0            | 1 (0,32%)    | 0            |
| остали       | —     | 1 (0,36%)    | 2 (0,64%)    | 0            |
| Укупно       | 204   | 276          | 309          | 319          |